# Crocothemis nigrifrons
Crocothemis nigrifrons är en trollsländeart som först beskrevs av Kirby 1894.  Crocothemis nigrifrons ingår i släktet Crocothemis och familjen segeltrollsländor. Inga underarter finns listade i Catalogue of Life.

## Bildgalleri

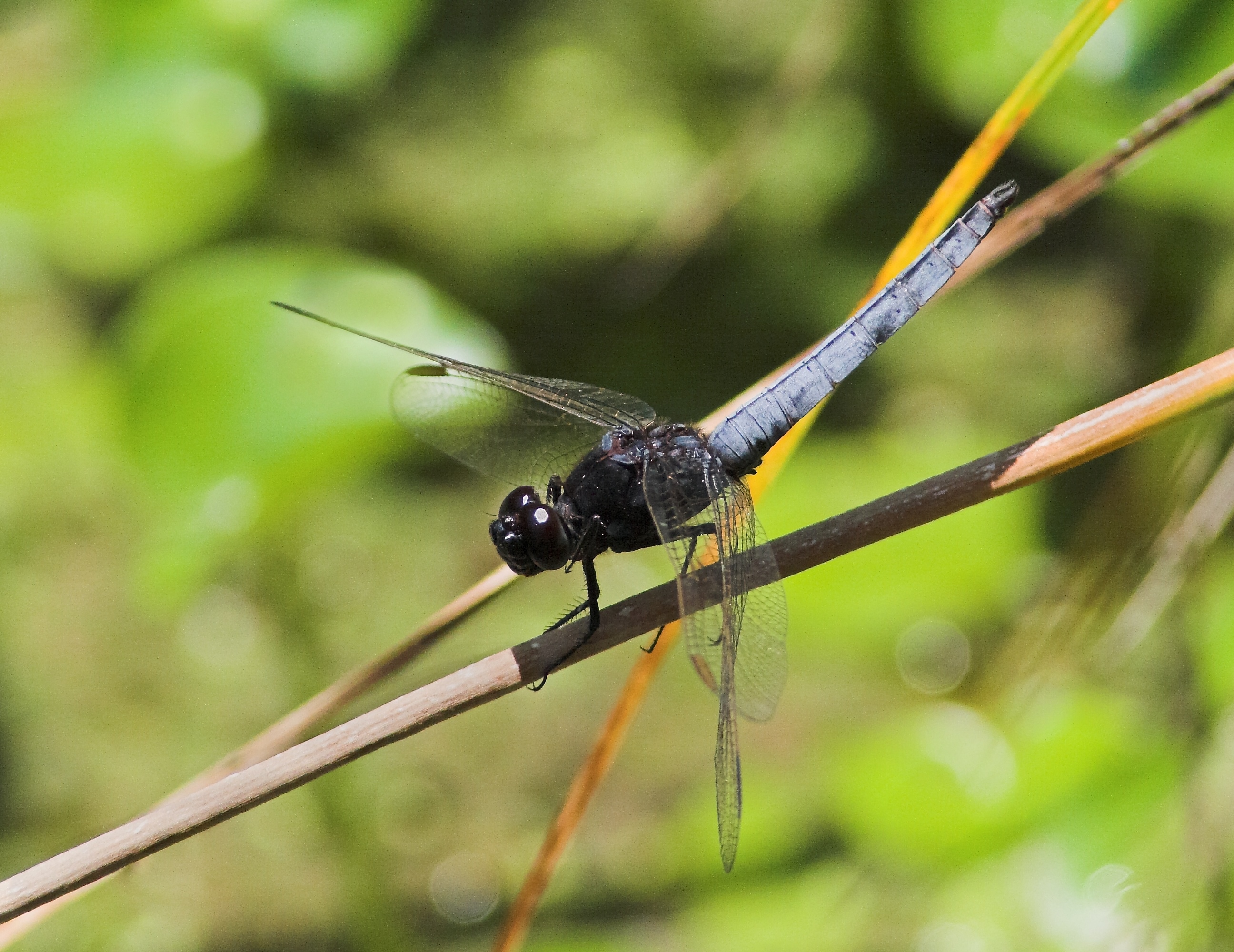
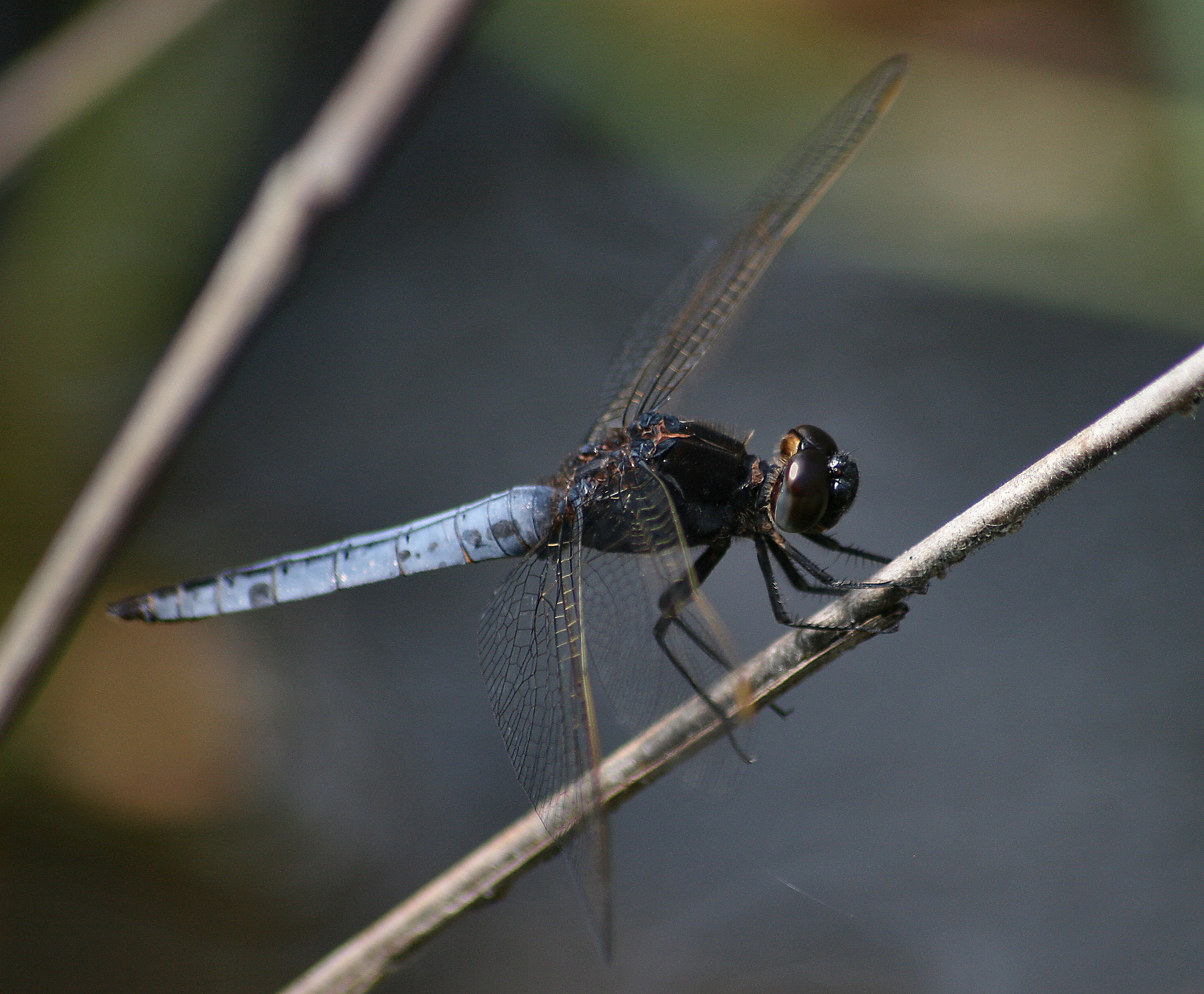